# King of the Gypsies
King of the Gypsies (bra: Rei dos Ciganos) é um filme americano de 1978, do gênero drama, escrito e dirigido por Frank Pierson, com roteiro baseado no romance King of the Gypsies, de Peter Maas.
Eric Roberts foi indicado ao Globo de Ouro de revelação masculina, por sua performance como Dave.

## Elenco
- Eric Roberts.... Dave
- Sterling Hayden.... rei Zharko Stepanowicz
- Shelley Winters.... rainha Rachel
- Susan Sarandon.... Rose
- Brooke Shields.... Tita
- Annette O'Toole.... Sharon
- Judd Hirsch.... Groffo
- Annie Potts.... Persa
- Michael V. Gazzo.... Spiro Giorgio
- Antonia Rey.... Danitza Giorgio
- Matthew Laborteaux.... Dave (jovem)
- Danielle Brisebois.... Tita (jovem)

## Sinopse
Esse filme retrata a vida criminosa e violenta de um grupo de ciganos na moderna Nova Iorque. Antes de morrer, seu "rei", Zharko Stepanowicz (Sterling Hayden), delega a liderança para seu neto Dave (Eric Roberts), que se recusa, para irritação de seu pai, Groffo (Judd Hirsch). O impasse levará a um confronto.